# Jacques Hadjaje
Jacques Hadjaje est un écrivain, auteur de théâtre, metteur en scène, pédagogue et comédien français né le 11 septembre 1955.

## Œuvres
- La Mouche et l’Océan (mise en scène Anne Didon, Théâtre de l’Opprimé)
- Lucien
- Dis-leur que la vérité est belle (Alna, 2008)
- Entre-temps, j'ai continué à vivre (Alna, 2006)
- Adèle a ses raisons (L’Harmattan, 2007)
- Les Enfants d’Ulysse pour l’Opéra-Bastille

## Mise en scène
- L'Échange de Paul Claudel, au CDN de Nancy
- À propos d'aquarium d’après Karl Valentin, au Théâtre de Proposition (Paris)
- Innocentines de René de Obaldia au Fanal (Paris)
- Plusieurs créations d’auteurs contemporains, dont Catherine Zambon, Valérie Deronzier ou Joël Beaumont. Il assure également la mise en scène de ses textes.

## Rôle
- 2016-2017 : Karamazov, adapté de Fiodor Dostoïevski, mise en scène Jean Bellorini : Fiodor Pavlovitch Karamazov.

## Pédagogie
Jacques Hadjaje enseigne dans des écoles de formation d’acteurs (école Claude Mathieu, Le Magasin).

## Bourses
- Bourse du Centre national du Livre en 2000.
- Bourse de la DMDTS (Direction de la musique, de la danse, du théâtre et des spectacles) en 2003.